# Eryri
Eryri (ibland på engelska, Snowdonia) är en region i norra Wales i Storbritannien som har status som nationalpark. Bergsområdet är omtyckt som turistmål. Det engelska namnet syftar på regionens högsta bergstopp, Snowdon, som ligger 1 085 meter över havet. Det kymriska namnet betyder örnrede, av eryr 'örn'.
Själva nationalparken täcker en yta om 2 130 km². Den inrättades 1951 som den första nationalparken i Wales. I motsats till nationalparker i flera andra stater ägs marken till 70 % av privatpersoner. För samverkan mellan dessa ägare och staten finns en särskild myndighet.
I nationalparken bor cirka 25 700 personer och cirka 58,6 % av dessa talar kymriska. Mellan 2001 och 2006 besöktes parken årligen av cirka 10 miljoner turister. Av dessa stannade ungefär 3 miljoner personer en dag.
Terrängen runt Eryri är huvudsakligen kuperad. Eryri ligger uppe på en höjd. Runt Snowdonia är det ganska glesbefolkat, med 45 invånare per kvadratkilometer. Närmaste större samhälle är Bangor, 16,3 km norr om Snowdonia. Trakten runt Eryri består i huvudsak av gräsmarker.
Kustklimat råder i trakten. Årsmedeltemperaturen i trakten är 6 °C. Den varmaste månaden är juni, då medeltemperaturen är 14 °C, och den kallaste är januari, med −2 °C.